# أرام غريغوريان
أرام غريغوريان هو سياسي أرميني، ولد في 27 سبتمبر 1977 في خانكندي في أذربيجان.